# Steuerungseinrichtung für Untersuchungsmodalitäten
|                         | |
| Bundesgerichtshof       | |
| Aktenzeichen            | X ZB 22/07 |
| Paragraphen             | § 1 Abs. 3 Nr. 3, Abs. 4 PatG § 1 Abs. 1 PatG § 4 PatG § 34 Abs. 4 PatG § 2a Abs. 1 Nr. 2 PatG (2007) § 5 Abs. 2 Satz 1 PatG (1981)                                                         |
| Stichworte              | Technizität Kerntheorie Offenbarung |
| zitierte Entscheidungen | BGH Logikverifikation BGH Flugkostenminimierung BGH Tauchcomputer BGH Suche fehlerhafter Zeichenketten BGH elektronischer Zahlungsverkehr BGH Antiblockiersystem EPA T_26/86 Koch & Sterzel |
| Bundespatentgericht     | |
| Aktenzeichen            | 17 W (pat) 6/04 (PDF; 61 kB) |
| Paragraphen             | § 1 Abs. 3 Nr. 3, Abs. 4 PatG |
| DPMA                    | |
| Aktenzeichen            | DE 101 56 215.2-53 |
| Paragraphen             | § 4 PatG |

Der Beschluss Steuerungseinrichtung für Untersuchungsmodalitäten des Bundesgerichtshofs (BGH) vom 20. Januar 2009 (Az. X ZB 22/07) behandelt die Patentierbarkeit eines „Verfahren zur Verarbeitung medizinisch relevanter Daten“ mit Hilfe eines Expertensystems. Es bespricht die Nichtanwendbarkeit des in § 1 Abs. 3 Nr. 3 und Abs. 4 PatG geregelten Patentierungsausschlusses, wenn das beanspruchte Verfahren Anweisungen enthält, welche die Lösung einer konkreten technischen Problemstellung mit technischen Mitteln zum Gegenstand haben. Es bekräftigt die Abkehr von der sogenannten Kerntheorie des Patentrechts. Ist die konkrete technische Problemlösung bei dieser Anmeldung die Steuerung der jeweiligen Untersuchungsmodalität (beispielsweise die Einstellung der Bildauflösung bei Computertomografien) gegenüber der manuellen Einstellung durch das Bedienungspersonal, so ist nur diese technische Problemlösung bei der Prüfung auf erfinderische Tätigkeit in den Blick zu nehmen. Ist diese neu und erfinderisch, so darf der Patentinhaber jedem Arzt die Anwendung des beanspruchten Verfahrens zur Diagnose seines Patienten gemäß § 9 Satz 2 Nr. 2 PatG verbieten. Hinsichtlich der Verfahrensanwender fragt der Senat in dem Beschluss nach der ausreichenden Offenbarung der Verfahrensumsetzung.

## Sachverhalt
Die deutsche Patentanmeldung DE 101 56 215.2-53 mit Anmeldetag 15. November 2001 betrifft ein Verfahren zur Verarbeitung medizinisch relevanter Daten im Rahmen einer durchzuführenden Untersuchung eines Patienten, wobei ein in einer Datenverarbeitungseinrichtung abgelegtes Programmmittel anhand von eingegebenen symptomspezifischen und/oder diagnosespezifischen Informationen unter Verwendung einer symptom- und/oder diagnosebasierten Datenbank eine oder mehrere zur Untersuchung des Patienten durchzuführende Untersuchungsmodalitäten auswählt, die an einer Wiedergabeeinrichtung ausgegeben werden.
Der Prüfer des DPMA wies die Anmeldung am 14. Oktober 2003 mangels erfinderischer Tätigkeit gegenüber dem Stand der Technik
1. DE 198 09 952 A1 „Verfahren zur Konfiguration von medizintechnischen Geräten zugeordneten Monitoren“
2. US 5,517,405 A „Expert system for providing interactive assistance in solving problems such as health care management“
3. EP 0 741 361 B1 „Reproduction or display of medical images with configurable text box“

zurück.
Das Bundespatentgericht führte in der Entscheidung 17 W (pat) 6/04 Expertensystem vom 17. April 2007 den neuen Zurückweisungsgrund des Patentierungsausschlusses nach § 1 Abs. 3 Nr. 3, Abs. 4 PatG ein, weil der Anspruch den Datenverarbeitungsfachmann an[weist], Programmmittel zu schaffen, die aus eingegebenen Informationen nach logischen Regeln unter Benutzung von in Datenbanken gespeichertem Expertenwissen Schlüsse [zu] ziehen (System mit künstlicher Intelligenz oder Expertensystem) und ließ die Rechtsbeschwerde nach § 100 Abs. 2 Nr. 2 PatG zu, weil zur rechtlichen Bewertung von Expertensystemen, welche für ein automatisiertes Treffen von abwägenden gedanklichen Entscheidungen aufgrund von gespeichertem Expertenwissen ausgelegt sind, keine Rechtsprechung des Bundesgerichtshofs vorliegt.
Der BGH bestätigte den Zurückweisungsgrund des Patentierungsausschlusses zu Haupt- und Hilfsantrag 1 – gegen den die Anmelderin keine Rechtsbeschwerde eingelegt hatte – implizit, gab der Beschwerde jedoch hinsichtlich der Hilfsanträge 2 und 3 statt, wenn, wie es das Bundespatentgericht bestätigt hatte, die Ansprüche verfahrensbestimmende Anweisungen enthalten, welche die Lösung eines konkreten technischen Problems mit technischen Mitteln zum Gegenstand haben.
Am 29. April 2010 hat der 17. Senat des Bundespatentgerichts die Anmeldung erneut zurückgewiesen.

## Zusammenfassung des Urteils
1. Der BGH sprach sich neuerlich gegen die sog. Kerntheorie aus[2].
2. Maßgebend für die Patentierung ist die Gesamtbetrachtung der Lösung eines über die Datenverarbeitung hinausgehenden konkreten technischen Problems.
3. Es darf bei der Bewertung dieser Lösung keine Gewichtung einzelner technischer und nichttechnischer Lösungsmerkmale vorgenommen werden.
4. Sammlung, Speicherung, Auswertung und Verwendung von Daten werden als außertechnische Vorgänge eingestuft.
5. Für die Gesamtbetrachtung der in der Anmeldung vorgeschlagenen Lösung, muss neben der Frage, ob die Auffindung der Lösung die Entfaltung erfinderischer Tätigkeit erfordert, auch die Frage behandelt werden, ob diese Umsetzung dem Fachwissen des Anwenders überlassen bleibt (Offenbarungsmangel[3]).

## Bedeutung
Mit der Heraushebung des Erfordernisses der Lösung eines konkreten technischen Problems und der Frage nach der ausreichenden Offenbarung unterstreicht der BGH das Lösungsschutzprinzip (vgl. Leistungsschutz) gegenüber dem Schutz ganzer Problemfelder.

### Anspruchsanalyse
- Der Anwender des beanspruchten Verfahrens zur Verarbeitung medizinisch relevanter Daten im Rahmen einer durchzuführenden Untersuchung eines Patienten ist gemäß den Absätzen 2–4 der Offenlegungsschrift der Arzt. Zweifel an der gewerblichen Nutzung des Verfahrens durch den Arzt gemäß § 5 PatG bestanden weder durch die Senate noch die Prüfungsstelle. Der in § 2a Abs. 1 Nr. 2 PatG (zum Anmeldezeitpunkt § 5 Abs. 2 Satz 1 PatG) bestimmte Patentierungsausschluss von Diagnostizierverfahren, die am menschlichen Körper vorgenommen werden, wurde nicht besprochen.

Die explizit beanspruchte Verfahrensanwendung des Arztes nach § 9 Satz 2 Nr. 2 PatG ist:
- die Eingabe symptomspezifischer und/oder diagnosespezifischer Informationen in das, auf seiner Datenverarbeitungseinrichtung ablaufende, Programmmittel.

Implizit wird er aber auch sicherlich die Informationen der Wiedergabeeinrichtung zur Kenntnis nehmen.
- Wesentliche Elemente zur Durchführung des Verfahrens nach § 10 PatG sind die Untersuchungsmodalitäten und die Datenverarbeitungseinrichtung mit darin abgelegtem Programmmittel und einer symptom- und/oder diagnosebasierten Datenbank[5].

- Untersuchungsmodalitäten und Datenverarbeitungseinrichtung sind nach § 10 Abs. 2 PatG handelsüblich.
- Die in der Datenverarbeitungseinrichtung abgelegten Programmmittel und die symptom- und/oder diagnosebasierten Datenbank sind entsprechend § 10 Abs. 1 PatG bestimmt, für die Benutzung verwendet zu werden.
- Als Zubehör zu den Untersuchungsmodalitäten und der Datenverarbeitungseinrichtung gemäß § 97 Abs. 1 Satz 1 BGB sind die in der Datenverarbeitungseinrichtung abgelegte Bestandteile Programmmittel und symptom- und/oder diagnosebasierten Datenbank nach § 93 BGB sonderrechtsfähig. Die symptom- und/oder diagnosebasierten Datenbank wird vom Verkehr nicht als Zubehör zum Programmmittel angesehen (§ 97 Abs. 1 Satz 2 BGB), sondern als integraler Bestandteil.
- Das Programmmittel genießt Schutz nach § 69a bis § 69g UrhG. Die mit dem Programmmittel durchzuführende Auswahl der zur Untersuchung des Patienten durchzuführende Untersuchungsmodalitäten („Modality Worklist“ in DICOM) betrifft das (bereits bekannte und noch zu findende) ärztliche Fachwissen (Expertensystem) für ein gemäß § 2a Abs. 1 Nr. 2 PatG (zum Anmeldezeitpunkt § 5 Abs. 2 Satz 1 PatG) ausgeschlossenes Diagnostizierverfahren.
- Die Datenbankabfrage und die Übertragung der abgefragten Informationen an eine Datenverarbeitungs- und/oder Steuerungseinrichtung einer ausgewählten Untersuchungsmodalität durch das Programmmittel betrifft die Datenverarbeitung, welche laut Beschluss außertechnische Vorgänge sind.
- Die symptom- und/oder diagnosebasierte Datenbank genießt Schutz nach § 87a bis § 87e UrhG. In ihr abgelegt sind Untersuchungs- oder Messprotokolle (DICOM Modality Worklist) für die Datenverarbeitungs- und/oder Steuerungseinrichtungen der Untersuchungsmodalitäten. Diese (standardisierte) Steuerung durch die Untersuchungs- oder Messprotokolle der Modality Worklist stellt nach der Senatsentscheidung die Lösung eines konkreten technischen Problems dar, welches in Kombination mit allen weiteren Lösungsmerkmalen auf erfinderische Tätigkeit und ausreichende Offenbarung geprüft werden muss.

### Kerntheoretische Beurteilung
Die patentrechtliche Beurteilung stellt das Verständnis des Fachmanns, der die Patentanmeldung zum Anmeldezeitpunkt liest, in das Zentrum der Beurteilung. Was sich ihm, auf Grund seines Fachwissens ohne weiteres als Problemlösung der Anmeldung, entsprechend § 34 Abs. 4 PatG offenbart, wird als Gegenstand der Anmeldung nach Internationaler Patentklassifikation eingeordnet und nach § 43 Abs. 1 PatG recherchiert. Für Klassifikation und Recherche wird die in § 34 Abs. 6 PatG bestimmte, eine einzige allgemeine erfinderische Idee der Anmeldung zu Grunde gelegt, die sich dem Verständnis des Fachmanns zum Anmeldezeitpunkt allein aus den ursprünglichen Anmeldeunterlagen erschließt. Alles andere wäre eine rückschauende Betrachtung die außerhalb des ursprünglichen Offenbarungsgehalts liegt. Bei der Patentprüfung werden solche hypothetischen Schutzbereiche, welche nach § 22 Abs. 1 PatG zur Nichtigerklärung des Patents führen würden, gar nicht erst untersucht.
Für die Prüfungsstelle des DPMA war die eine einzige allgemeine Idee das Expertensystem mit diagnosebasierter Datenbank, das den Arzt im Rahmen der Verarbeitung medizinisch relevanter Daten unterstützt, und diese offenbarte Lösung gegenüber dem Stand der Technik gemäß § 4 PatG naheliegend.
Das Bundespatentgericht sah diese Lösung hingegen nicht als Erfindung im Sinne des § 1 Abs. 3 Nr. 3 PatG an. Die im Hilfsantrag 2 hinzugefügte, technisch völlig unspezifizierte Übertragung der Untersuchungs- und Messprotokolle an die Datenverarbeitungs- und/oder Steuerungseinrichtung der ausgewählten Untersuchungsmodalitäten bezeichnete der 17. Senat als Lösung einer konkreten technischen Problemstellung, obwohl die Anmeldung hinsichtlich dieses Gesichtspunktes zum Anmeldezeitpunkt gar nicht klassifiziert wurde, und stellte weder Problemoffenbarung noch Lösungsoffenbarung in Frage, stellte diese Problemlösung allerdings nicht in den Vordergrund der beanspruchten Lehre.
An dieser Stelle hakte der BGH hinsichtlich dieses zweiten Hilfsantrags ein, bezeichnete diese Aufteilung der Bewertung der Lösung in zwei separate Bewertungen als Kerntheorie und forderte, wenn diese Übertragung der Untersuchungs- und Messprotokolle an die Datenverarbeitungs- und/oder Steuerungseinrichtung der ausgewählten Untersuchungsmodalitäten (zum Anmeldezeitpunkt für den Fachmann) tatsächlich eine Lösung eines konkreten technischen Problems darstellen sollte – und aus der Sicht des Anwenders nicht nur ein gängiges technisches Mittel wie Stift, Papier oder der Computer – so ist diese Lösung in den Blick zu nehmen und die Kombination von technischen und nichttechnischen bzw. vom Patentschutz nach § 1 Abs. 3 PatG ausgeschlossenen Merkmalen auf ausreichende Offenbarung, Neuheit und erfinderische Tätigkeit zu untersuchen.